# فورتوم
فورتوم أويج هي شركة طاقة مملوكة للدولة الفنلندية وتقع في إسبو ، فنلندا. يركز بشكل أساسي على منطقة الشمال .  تدير شركة فورتوم محطات توليد الطاقة ، بما في ذلك محطات التوليد المشترك ، وتولد وتبيع الكهرباء والحرارة . وتبيع الشركة أيضًا خدمات النفايات مثل إعادة التدوير وإعادة الاستخدام وحلول التخلص النهائي من النفايات وخدمات معالجة التربة والإنشاءات البيئية، وغيرها من الخدمات والمنتجات المتعلقة بالطاقة مثل خدمات الاستشارات لمحطات الطاقة وشحن المركبات الكهربائية. شركة فورتوم مدرجة في بورصة ناسداك هلسنكي .
اعتبارًا من عام 2023، أصبحت شركة فورتوم ثالث أكبر مولد للطاقة في دول الشمال الأوروبي.